# Risön (Luleå)
Risön is een Zweeds eiland behorend tot de Lule-archipel. Risön zal door stijging van het gebied hier over enkele eeuwen vast komen te zitten aan Björkön, hetgeen dan ook vasteland zal zijn. Het eiland heeft geen oeververbinding; er staan enige overnachtingshuisjes op de kust van het eiland.